# Bretagne Classic Ouest-France 2021
Bretagne Classic Ouest-France 2021 – 85. edycja wyścigu kolarskiego Bretagne Classic Ouest-France, która odbyła się 29 sierpnia 2021 na liczącej 251 kilometrów trasie wokół miejscowości Plouay. Impreza kategorii 1.UWT była częścią UCI World Tour 2021.

## Uczestnicy

### Drużyny
| WorldTeams (19)- AG2R Citroën Team - Astana-Premier Tech - Bahrain Victorious - Bora-Hansgrohe - Cofidis - Deceuninck-Quick Step - EF Education-Nippo - Groupama-FDJ - Ineos Grenadiers - Intermarché-Wanty-Gobert Matériaux - Israel Start-Up Nation - Jumbo-Visma - Lotto Soudal - Movistar Team - Team BikeExchange - Team DSM - Qhubeka NextHash - Trek-Segafredo - UAE Team Emirates ProTeams (5)- Arkéa-Samsic - B&B Hotels p/b KTM - Delko - TotalEnergies - Burgos-BH |
| |

### Lista startowa
Legenda: DNF – nie ukończył, OTL – przekroczył limit czasu, DNS – nie wystartował, DSQ – zdyskwalifikowany.

## Klasyfikacja generalna
| \| Klasyfikacja generalna \| Klasyfikacja generalna \| Klasyfikacja generalna \| Klasyfikacja generalna \| Klasyfikacja generalna \| \| Kolarz \| Kolarz \| Państwo \| Drużyna \| Czas \| \| ---------------------- \| ---------------------- \| ---------------------- \| ---------------------- \| ---------------------- \| \| 1. \| Benoît Cosnefroy \| Francja \| AG2R Citroën Team \| 5h 59' 56" \| \| 2. \| Julian Alaphilippe \| Francja \| Deceuninck-Quick Step \| + 0" \| \| 3. \| Mikkel Frølich Honoré \| Dania \| Deceuninck-Quick Step \| + 3" \| \| 4. \| Ethan Hayter \| Wielka Brytania \| Ineos Grenadiers \| + 13" \| \| 5. \| Connor Swift \| Wielka Brytania \| Arkéa-Samsic \| + 13" \| \| 6. \| Franck Bonnamour \| Francja \| B&B Hotels p/b KTM \| + 13" \| \| 7. \| Jasper Stuyven \| Belgia \| Trek-Segafredo \| + 13" \| \| 8. \| Valentin Madouas \| Francja \| Groupama-FDJ \| + 13" \| \| 9. \| Quentin Pacher \| Francja \| B&B Hotels p/b KTM \| + 16" \| \| 10. \| Giacomo Nizzolo \| Włochy \| Qhubeka NextHash \| + 17" \| |                       |                 |                       |            |
| |                       |                 |                       |            |
| Źródło: ProCyclingStats |                       |                 |                       |            |
| Klasyfikacja generalna |                       |                 |                       |            |
| Kolarz | Kolarz                | Państwo         | Drużyna               | Czas       |
| 1. | Benoît Cosnefroy      | Francja         | AG2R Citroën Team     | 5h 59' 56" |
| 2. | Julian Alaphilippe    | Francja         | Deceuninck-Quick Step | + 0"       |
| 3. | Mikkel Frølich Honoré | Dania           | Deceuninck-Quick Step | + 3"       |
| 4. | Ethan Hayter          | Wielka Brytania | Ineos Grenadiers      | + 13"      |
| 5. | Connor Swift          | Wielka Brytania | Arkéa-Samsic          | + 13"      |
| 6. | Franck Bonnamour      | Francja         | B&B Hotels p/b KTM    | + 13"      |
| 7. | Jasper Stuyven        | Belgia          | Trek-Segafredo        | + 13"      |
| 8. | Valentin Madouas      | Francja         | Groupama-FDJ          | + 13"      |
| 9. | Quentin Pacher        | Francja         | B&B Hotels p/b KTM    | + 16"      |
| 10. | Giacomo Nizzolo       | Włochy          | Qhubeka NextHash      | + 17"      |